# Triacanthus
Triacanthus là một chi cá nóc trong họ (Triacanthidae) chúng gồm các loài bản địa của Ấn Độ Dương và Tây Thái Bình Dương.

## Các loài
Hiện hành có 02 loài được ghi nhận trong chi này:
- Triacanthus biaculeatus Bloch, 1786 (Cá bò ba gai)
- Triacanthus nieuhofii Bleeker, 1852 (Silver tripodfish)